# Hans Jürgen Münk
Hans Jürgen Münk (* 1944) ist ein Schweizer Theologe.

## Leben
Münk erlangte 1974 das theologische Lizentiat mit Spezialisierung in Moraltheologie an der Päpstlichen Universität Gregoriana in Rom. Von 1974 bis 1977 arbeitete er in der kirchlichen Seelsorge. Von 1977 bis 1983 war er wissenschaftlicher Assistent im Bereich Theologische Ethik der Albert-Ludwigs-Universität Freiburg. Nach der Promotion 1983 in Freiburg im Breisgau zum Dr. theol. bei Bernhard Stoeckle und Rudolf Henning mit einer Dissertation über den Einfluss der Ethik Kants auf die Katholische Moraltheologie der späten Aufklärungszeit folgte 1986 ebenda die Habilitation Führte uns das Christentum in die Umweltkrise? Historisch-systematische Überlegungen zu einer umstrittenen These im Vorfeld ökologischer Ethik für die Fächer Moraltheologie und christliche Gesellschaftslehre. Von 1987 bis zu seiner Emeritierung im Jahr 2009 lehrte er als Professor für Theologische Ethik in Luzern.
Seine Forschungsschwerpunkte liegen auf dem historischen Gebiet (Beziehung der theologischen Ethik zu philosophischen Strömungen; Frühgeschichte einer autonomen Moral im christlichen Kontext) und teils im Bereich normativer Fundierungsfragen und aktueller ethischer Brennpunkte (ethische Fragen der Technik; Wissenschaftsethik; humanmedizinische Ethik; Tierschutzethik).
Münk war über viele Jahre Herausgeber der Theologischen Berichte.

## Werke (Auswahl)
- Der Freiburger Moraltheologe Ferdinand Geminian Wanker (1758-1824) und Immanuel Kant. Historisch-vergleichende Studie unter Berücksichtigung weiteren philosophisch-theologischen Gedankenguts der Spätaufklärung. Patmos-Verlag, Düsseldorf 1985. Moraltheologische Studien. Historische Abteilung. 10. ISBN 3-491-71072-3 (zugleich Dissertation, Freiburg im Breisgau 1983)

Herausgeberschaft
- mit Alberto Bondolfi: Theologische Ethik heute. Antworten für eine humane Zukunft. Hans Halter zum 60. Geburtstag. NZN-Buchverlag, Zürich 1999, ISBN 3-85827-131-4
- mit Helmut Hoping: Dienst im Namen Jesu Christi. Impulse für Pastoral, Katechese und Liturgie. Paulusverlag, Freiburg im Breisgau 2001. (Theologische Berichte. 24.) ISBN 3-7228-0517-1
- Wann ist Bildung gerecht? Ethische und theologische Beiträge im interdisziplinären Kontext. Bertelsmann, Bielefeld 2008. (Forum Bildungsethik. 4.) ISBN 978-3-7639-3654-0
- Die Vereinten Nationen sechs Jahrzehnte nach ihrer Gründung. Bilanz und Reformperspektiven. Lang, Bern 2008. ISBN 3-03911-489-1
- mit Michael Durst: Kirche, Theologie und Bildung Paulusverlag, Freiburg im Deutschland 2001.  (Theologische Berichte. 32.) ISBN 978-3-7228-0761-4
- mit Michael Durst: Schöpfung, Theologie und Wissenschaft Paulusverlag, Freiburg.  (Theologische Berichte. 29.) ISBN  978-3-7228-0687-7